# Barocco
Barocco er en fransk stumfilm fra 1925 instrueret af Charles Burguet.

## Medvirkende
- Nilda Duplessy som Gisèle
- Jean Angelo som Jean de Kerauden
- Charles Vanel som Barocco
- Suzy Vernon som Enid Hanseley
- Camille Bardou som Latouche
- Maurice Luguet som Aucagne
- Paul Franceschi som Gunther
- Berthe Jalabert som Georgina
- Labusquière
- Charles Burguet som M. Hanseley